# 23 mars en sport
23 février 23 avril
Chronologies thématiques
- Croisades
- Ferroviaires
- Disney

Le 23 mars (82e jour de l'année ou 83e en cas d'année bissextile) en sport.

## Événements

### XVIesiècle
- 1515
  - (Jeu de paume) : au lendemain de son entrée royale dans Paris, François Ier dispute une partie de jeu de paume. Cette partie disputée à la Sphère fut très appréciée par le peuple parisien et fit beaucoup pour la popularité du nouveau roi dans la capitale.

### XIXesiècle
- 1861 :
  - (Aviron) : The Boat Race entre les équipes universitaires d'Oxford et de Cambridge. Oxford s'impose[1].
- 1872 :
  - (Aviron) : The Boat Race entre les équipes universitaires d'Oxford et de Cambridge. Cambridge s'impose[1].
- 1878 :
  - (Football /Coupe d'Angleterre de football) : finale de la 7e FA Challenge Cup (43 inscrits). Les Wanderers battent Royal Engineers 3-1 devant 4 500 spectateurs au Kennington Oval.
  - (Football /Match amical) : à Glasgow (Hampden Park), l'Écosse s'impose 9-0 face au Pays de Galles. 6 000 spectateurs.
- 1885 :
  - (Football) : à Wrexham, l'Écosse s'impose 8-1 face au Pays de Galles devant 3 000 spectateurs. L'Écosse remporte la deuxième édition du British Championship.
- 1888 :
  - (Football) : fondation de la Football League après une réunion de sept clubs au Anderton's Hotel de Londres. William McGregor (Aston Villa) est considéré comme le père de la Football League.
- 1889 :
  - (Football /First Division) : Preston North End FC, 18 victoires et 4 nuls, est sacré premier champion d’Angleterre. J.A.H. Caton, journaliste du « The Athletic News » assiste aux entraînements et révèle l'emploi d'un tableau noir pour de longues séances tactiques.

### XXesièclede1901à1950
- 1913 :
  - (Football) : le Racing Club Irun remporte la Coupe d’Espagne face à l’Athletic Bilbao, 1-0.
  - (Football) : Sunderland AFC champion d’Angleterre.
  - (Football) : les Glasgow Rangers sont champions d’Écosse.
- 1930 :
  - (Sport automobile) : Grand Prix automobile de Tripoli.

### XXesièclede1951à2000
- 1974 :
  - (Rallye automobile) : arrivée du Rallye du Portugal.
- 1986 :
  - (Formule 1) : Grand Prix automobile du Brésil.
- 2000
  - (Natation) : à Minneapolis, le nageur américain Anthony Ervin porte le record du monde du 50 m nage libre, en bassin de 25 m, avec un temps de 21 s 21.

### XXIesiècle
- 2002 :
  - (Cyclisme) : Mario Cipollini (Italie) gagne la classique italienne Milan-San Remo.
- 2003 :
  - (Formule 1) : Grand Prix automobile de Malaisie.
  - (Volley-ball) : Modène (Italie) remporte la Ligue des champions en s'imposant en finale contre Belgorod (Russie), 3-0.
- 2008 :
  - (Cyclisme sur route) : une semaine après avoir enlevé la Tirreno-Adriatico, le Suisse Fabian Cancellara remporte la 99e édition de Milan-San Remo terminant avec quelques secondes d'avance sur l'Italien Filippo Pozzato (2e) et le Belge Philippe Gilbert (3e).
  - (Natation) : après son titre et son record du monde (47 s 50) sur 100 mètres nage libre, Alain Bernard réalise un nouvel exploit à Eindhoven, en demi-finale du 50 mètres nage libre des Championnats d'Europe. Il se qualifie aisément pour la finale en battant le record du monde de la distance établi le 17 février 2008 à Sydney par l'Australien Eamon Sullivan avec un chrono de 21 s 50 contre 21 s 56 pour ce dernier.
  - (Formule 1) : Kimi Räikkönen (Ferrari) remporte le GP de Malaisie sur le circuit de Sepang. Le champion du monde en titre s'impose devant Robert Kubica (BMW Sauber, 2e) et Heikki Kovalainen (McLaren, 3e). Arrivé 5e, Lewis Hamilton conserve la tête du championnat du monde.
- 2010 :
  - (Football) : victoire de Petit Quevilly (CFA) 3-1 sur Boulogne-sur-mer (L1) en quart de finale de la Coupe de France. Ce club obtient sa qualification pour les demi-finale de la compétition pour la 3e fois de son histoire (1927 et 1968).
- 2014 :
  - (Cyclisme sur route) : le Norvégien de l'équipe Katusha Alexander Kristoff a remporté au sprint la 104e édition de la classique Milan-San Remo.
- 2019 :
  - (Cyclisme sur route /UCI World Tour) : sur la 110e édition de Milan-San Remo, victoire du Français Julian Alaphilippe (Deceuninck-Quick Step) au sprint. Il devance le Belge Olivier Naesen (AG2R La Mondiale) et le Polonais Michal Kwiatowski (Sky).
  - (Patinage artistique /Mondiaux) : les Français Gabriella Papadakis et Guillaume Cizeron sont devenus champion du monde de danse sur glace pour la quatrième fois, deux mois après avoir remporté un cinquième titre européen consécutif.

## Naissances

### XIXesiècle
- 1874 :
  - Grantley Goulding, athlète de haies britannique. Médaillé d'argent du 110 m haies aux Jeux d'Athènes 1896. († ? 1944).
- 1879 :
  - Émile Champion, athlète de fond français. Médaillé d'argent du marathon aux Jeux de Paris 1900. († 4 août 1934).
- 1881 :
  - Lacey Hearn, athlète de fond et de demi-fond américain. Médaillé d'argent du cross par équipes et de bronze du 1 500 m aux Jeux de Saint-Louis 1904. († 19 octobre 1969).
- 1883 :
  - Alberto Braglia, gymnaste italien. Champion olympique du concours général aux Jeux de Londres 1908 puis champion olympique du concours général et par équipes aux Jeux de Stockholm 1912. († 5 février 1954).
- 1885 :
  - Platt Adams, athlète de sauts américain. Champion olympique de la hauteur sans élan et médaillé d'argent de la longueur sans élan aux Jeux de Stockholm 1912. († 27 février 1961).
  - Izidor Kürschner, footballeur puis entraîneur hongrois. (5 sélections en équipe de Hongrie). Sélectionneur de l'équipe de Suisse de 1924 à 1933. († 13 octobre 1941).
- 1894 :
  - Tom Newman, joueur de snooker anglais. († 30 septembre 1943).

### XXesièclede1901à1950
- 1910 :
  - Jerry Cornes, athlète de demi-fond britannique. Médaillé d'argent du 1 500 m aux Jeux de Los Angeles 1932. († 19 juin 2001).
- 1912 :
  - Alfred Schwarzmann gymnaste allemand. Champion olympique du concours général individuel, par équipes et du saut de cheval, médaillé de bronze de la barre fixe et des barres parallèles aux Jeux de Berlin 1936 puis médaillé d'argent de la barre fixe aux Jeux d'Helsinki 1952. († 11 mars 2000).
- 1915 :
  - Michel Bonnus, joueur de rugby à XV français. (5 sélections en équipe de France). († 5 août 1958).
- 1929 :
  - Roger Bannister, athlète de demi-fond britannique. Champion d'Europe d'athlétisme du 1 500 m 1954. († 3 mars 2018).
- 1931 :
  - Yevgeny Grishin, patineur de vitesse soviétique puis russe. Champion olympique du 500 et du 1 500 m aux Jeux de Cortina d'Ampezzo 1956 et aux Jeux de Squaw Valley 1960. († 9 juillet 2005).
- 1932 :
  - Don Marshall, hockeyeur sur glace canadien.
- 1934 :
  - William Dellinger, athlète de fond et de demi-fond américain. Médaillé de bronze du 5 000 m aux Jeux de Tokyo 1964. († 27 juin 2025).
- 1936 :
  - Bruce Kessler, pilote de courses automobile d'endurance puis réalisateur américain. († 4 avril 2024).
  - Željko Perušić, footballeur et ensuite entraîneur yougoslave puis croate. Champion olympique aux Jeux de Rome 1960. (27 sélections avec l'équipe de Yougoslavie). († 28 septembre 2017).
- 1939 :
  - Jochen Neerpasch, pilote de courses automobile d'endurance allemand.
- 1940 :
  - Tony Fall, pilote de rallyes automobile britannique. († 1er décembre 2007).
- 1946 :
  - Jean-Claude Bonato, basketteur puis entraîneur français. (172 sélections en équipe de France).

### XXesièclede1951à2000
- 1953 :
  - Ivica Šurjak, footballeur yougoslave puis croate. (54 sélections avec l'équipe de Yougoslavie).
- 1954 :
  - Geno Auriemma, entraîneur de basket-ball italo-américain. Sélectionneur de l'Équipe des États-Unis de basket-ball féminin, championne olympique aux Jeux de Londres 2012 et aux Jeux de Rio 2016 puis championne du monde de basket-ball féminin 2010 et 2014.
- 1955 :
  - Moses Malone, basketteur américain. († 13 septembre 2015).
- 1958 :
  - Etienne De Wilde, cycliste sur route et sur piste belge. Médaillé d'argent de l'américaine aux Jeux de Sydney 2000. Champion du monde de cyclisme sur piste de la course aux points 1993 puis champion du monde de cyclisme sur piste de l'américaine 1998.
- 1962 :
  - Steve Redgrave, rameur britannique. Champion olympique en quatre barré aux Jeux de Los Angeles 1984, champion olympique en deux sans barreur et médaillé de bronze en deux avec barreur aux Jeux de Séoul 1988, champion olympique en deux sans barreur aux Jeux de Barcelone 1992 et aux Jeux d'Atlanta 1996 puis champion olympique en quatre sans barreur aux Jeux de Sydney 2000. Champion du monde d'aviron en deux barré 1986, champion du monde d'aviron en deux sans barreur 1987, 1991, 1993, 1994 et 1995, champion du monde d'aviron en quatre sans barreur 1997, 1998 et 1999.
- 1963 :
  - Míchel, footballeur puis entraîneur espagnol. Vainqueur des Coupe UEFA 1985 et 1986. (66 sélections en équipe d'Espagne).
- 1967 :
  - Mario Cipollini, cycliste sur route italien.
  - Didier Cottaz, pilote de courses automobile d'endurance français.
- 1968 :
  - Zhang Shan, tireuse sportive chinoise. Championne olympique du skeet mixte aux Jeux de Barcelone 1992. Championne du monde de tir du skeet par équipes 1998.
- 1971 :
  - Aleksandar Džikić, basketteur puis entraîneur serbe. Vainqueur de l'EuroChallenge 2011. Sélectionneur de l'équipe de Macédoine du Nord de 2014 à 2015 et de la Géorgie depuis 2024
- 1972 :
  - Jonas Björkman, joueur de tennis suédois.
  - Joe Calzaghe, boxeur gallois.
- 1973 :
  - Jerzy Dudek, footballeur polonais. Vainqueur de la Ligue des champions 2005. (60 sélections en équipe de Pologne).
  - Jason Kidd, basketteur américain.
- 1974 :
  - Manuel Dos Santos, footballeur puis entraîneur français.
  - Patrick Tabacco, joueur de rugby à XV français. (18 sélections en équipe de France).
- 1975 :
  - Rita Grande, joueuse de tennis italienne.
- 1976 :
  - Nolan Baumgartner, hockeyeur sur glace canadien.
  - Chris Hoy, cycliste sur piste britannique. Médaillé d'argent de la vitesse par équipes aux Jeux de Sydney 2000, champion olympique du kilomètre aux Jeux d'Athènes 2004 puis champion olympique de la vitesse individuel et par équipes ainsi que du kerin aux Jeux de Pékin 2008.
  - Ricardo Zonta, pilote de F1 et de courses automobile d'endurance brésilien.
- 1978 :
  - Gernot Plassnegger, footballeur autrichien. (1 sélection en équipe d'Autriche).
- 1979 :
  - Mark Buehrle, joueur de baseball américain.
- 1980 :
  - Ryan Day, joueur de snooker gallois.
  - Kafétien Gomis, athlète de sauts français. Médaillé d'argent de la longueur aux CE d'athlétisme 2010 puis médaillé de bronze aux CE d'athlétisme 2014.
- 1981 :
  - Pavel Brendl, hockeyeur sur glace tchèque.
- 1982 :
  - Anna Rybaczewski, volleyeuse franco-polonaise. (101 sélections en équipe de France).
- 1983 :
  - Mohamed Farah, athlète de demi-fond britannique. Champion olympique du 5 000 m et du 10 000 m aux Jeux de Londres 2012 puis aux Jeux de Rio 2016. Champion du monde d'athlétisme du 5 000 m 2011, champion du monde d'athlétisme du 5 000 m et du 10 000 m 2013 et 2015. Champion d'Europe d'athlétisme du 5 000 m et du 10 000 m 2010 et 2014 puis champion d'Europe d'athlétisme du 5 000 m 2012.
  - François Gabart, navigateur français. Vainqueur du Vendée Globe 2012-2013, de la Transat Jacques-Vabre 2015 et de la Transat anglaise 2016.
  - Kader Mangane, footballeur franco-sénégalais. (23 sélections avec l'équipe du Sénégal).
- 1985 :
  - Marina Dmitrović, handballeuse serbe. (85 sélections en équipe de Serbie).
  - Manuel Fortuna, basketteur dominicain.
  - Bethanie Mattek-Sands, joueuse de tennis américaine. Championne olympique du double mixte aux Jeux de Rio 2016.
  - Jonathan Hivert, cycliste sur route français.
- 1986 :
  - Frédéric Sammaritano, footballeur français.
- 1989 :
  - Eric Maxim Choupo-Moting, footballeur germano-camerounais. (73 sélections avec l'équipe du Cameroun).
- 1990 :
  - Andreas Albers, footballeur danois.
  - Jaime Alguersuari, pilote de F1 et de F E espagnol.
  - Gordon Hayward, basketteur américain.
  - Robert Johansson, sauteur à ski norvégien.
- 1991 :
  - Facundo Campazzo, basketteur argentin.
  - Rubén Rochina, footballeur espagnol.
- 1992 :
  - Kyrie Irving, basketteur australo-américain. Champion olympique aux Jeux de Rio 2016. Champion du monde de basket-ball 2014. (25 sélections avec l'équipe des États-Unis).
- 1993 :
  - Roberto Carballés Baena, joueur de tennis espagnol.
  - Quinn Cook, basketteur américain.
  - Nicolas de Kerpel, hockeyeur sur gazon belge. Champion olympique aux Jeux de Tokyo 2020. Champion du monde de hockey sur gazon 2018. Champion d'Europe masculin de hockey sur gazon 2019. (79 sélections en équipe de Belgique).
  - Kevin Koubemba, footballeur franco-congolais. (6 sélections avec l'équipe du Congo).
- 1994 :
  - Larry Azouni, footballeur franco-tunisien. (7 sélections avec l'équipe de Tunisie).
  - Oussama Tannane, footballeur maroco-néerlandais. (6 sélections avec l'équipe du Maroc).
- 1995 :
  - Ester Ledecká, snowboardeuse et skieuse alpine tchèque. Championne olympique du super-G et du slalom géant parallèle aux Jeux de Pyeongchang 2018. Championne du monde de snowboard en slalom parallèle 2015 et 2017.
  - Dora Tchakounté, haltérophile française. Médaillée d'argent des -59kg à l'arraché et de bronze à l'épaulé-jeté et au total 2021.
  - Ozan Tufan, footballeur turc. (65 sélections en équipe de Turquie).
- 1996 :
  - Alexander Albon, pilote de Formule 1 thaïlandais.
- 1997 :
  - Grégory Alldritt, joueur de rugby à XV français. Vainqueur du Grand Chelem 2022 puis des Coupe d'Europe 2022 et 2023. (48 sélections en équipe de France).
- 1999 :
  - Andrea Bagioli, cycliste sur route italien.
- 2000 :
  - Bamba Dieng, footballeur sénégalais. (20 sélections en équipe du Sénégal).

### XXIesiècle
- 2001 :
  - Shō Fukuda, footballeur japonais.
- 2003 :
  - Caspar Jander, footballeur allemand.
- 2004 :
  - Kaare Barslund, footballeur danois.
  - Betchaïdelle Ngombele, handballeuse congolaise. (28 sélections en équipe du Congo).
- 2008 :
  - Zé Lucas, footballeur brésilien.

## Décès

### XXesièclede1901à1950
- 1932 :
  - Bert Lipsham, 53 ans, footballeur anglais. (1 sélection en équipe nationale). (° 29 avril 1878).

### XXesièclede1951à2000
- 1962 :
  - Eugenio Canfari, 83 ans, footballeur puis dirigeant sportif italien. Président de la Juventus de 1897 à 1898. (° 16 octobre 1878).
- 1966 :
  - René Champoiseau, 86 ans, pilote de courses automobile, de moto, cycliste sur route et industriel français. (° 2 avril 1879).
- 1981 :
  - Mike Hailwood, 41 ans, pilote de vitesse moto puis pilote de F1 britannique. Champion du monde de vitesse moto 250 cm3 1961, champion du monde de vitesse moto 500 cm3 1962, 1963, 1964 et 1965 puis champion du monde de vitesse moto 250 cm3 et 350 cm3 1966 puis 1967. (76 victoires en Grand Prix). (° 2 avril 1940).
- 1986 :
  - Étienne Mattler, 80 ans, footballeur français. (46 sélections en équipe de France). (° 25 décembre 1905).
- 1992 :
  - Ron Lapointe, 42 ans, hockeyeur sur glace puis entraîneur canadien. (° 12 novembre 1949).

### XXIesiècle
- 2002 :
  - Marcel Kint, 87 ans, cycliste sur route belge. (° 20 septembre 1914).
- 2007 :
  - Ed Bailey, 75 ans, joueur de baseball américain. (° 15 avril 1931).
  - Damian McDonald, 34 ans, cycliste sur route australien. (° 12 mai 1972).
- 2016 :
  - Joe Garagiola, Sr., 90 ans, joueur de baseball puis consultant TV américain. (° 12 février 1926).